# Грантсвілл (Західна Вірджинія)
Грантсвілл (англ. Grantsville) — місто (англ. town) в США, в окрузі Калгун штату Західна Вірджинія. Населення — 494 особи (2020).

## Географія
Грантсвілл розташований за координатами 38°55′14″ пн. ш. 81°5′37″ зх. д. / 38.92056° пн. ш. 81.09361° зх. д. (38.920633, -81.093553).  За даними Бюро перепису населення США в 2010 році місто мало площу 1,20 км², з яких 1,13 км² — суходіл та 0,07 км² — водойми.

## Демографія
Згідно з переписом 2010 року, у місті мешкала 561 особа в 262 домогосподарствах у складі 140 родин. Густота населення становила 469 осіб/км².  Було 303 помешкання (253/км²).
Расовий склад населення:
| - 98,9 % — білих - 0,4 % — корінних американців - 0,4 % — азіатів - 0,2 % — чорних або афроамериканців |

До двох чи більше рас належало 0,2 %. Частка іспаномовних становила 0,2 % від усіх жителів.
За віковим діапазоном населення розподілялося таким чином: 16,4 % — особи молодші 18 років, 60,6 % — особи у віці 18—64 років, 23,0 % — особи у віці 65 років та старші. Медіана віку мешканця становила 47,1 року. На 100 осіб жіночої статі у місті припадало 89,5 чоловіків;  на 100 жінок у віці від 18 років та старших — 87,6 чоловіків також старших 18 років.
Середній дохід на одне домашнє господарство  становив 40 204 долари США (медіана — 28 646), а середній дохід на одну сім'ю — 45 857 доларів (медіана — 31 250). За межею бідності перебувало 32,2 % осіб, у тому числі 54,5 % дітей у віці до 18 років та 28,3 % осіб у віці 65 років та старших.
Цивільне працевлаштоване населення становило 130 осіб. Основні галузі зайнятості: освіта, охорона здоров'я та соціальна допомога — 58,5 %, виробництво — 11,5 %, транспорт — 9,2 %.